# روستای دج شنبه
روستای دج شنبه از توابع بخش پیرسهراب شهرستان چابهار است. فاصله از چابهار ۶۰ کیلومتر است.
براساس آخرین سرشماری در سال ۱۳۹۵ جمعیت روستا ۲۲ خانوار و ۸۲ نفر بوده است.
روستای دج شنه در فصول بارندگی و پرآب بودن زمین‌های کشاورزی و وجود درختان زیاد و سرسبز نمای خاص و دیدنی به روستا می‌بخشد که می‌تواند گردشگران را به سمت این روستا بکشد
شغل مردم روستا دج شنبه کشاورز است. این روستا جاده دسترسی و مدرسه ندارد.